# ジャーニー・オブ・ホープ
『ジャーニー・オブ・ホープ』（Reise der Hoffnung）は、ザヴィアー・コラー監督による1990年の映画である。貧困生活から逃れるため、トルコからスイスへと移住する家族を描いたドラマ映画である。
第63回アカデミー賞外国語映画賞にはスイス代表として出品され、受賞を果たした。スイス代表作が同賞を受賞するのは『La diagonale du fou』（1984年）以来2度目であった。

## キャスト
- ネグメットゥン・シバノグル
- ヌル・シュレール（英語版）
- エミン・シヴァス
- ヘルベルト・ライザー